# Rosalie (filme)
Rosalie (br: Rosalie) é um filme musical estadunidense de 1937, do gênero musical, dirigido por W.S. Van Dyke. O filme é uma adaptação do musical homônimo que estreou no teatro Broadway de New Amsterdam Theatre em 1928.

## Sinopse
Um cadete da West Point se apaixona por uma princesa européia.

## Elenco
- Nelson Eddy ...  Dick Thorpe
- Eleanor Powell ...  princesa Rosalie Romanikov
- Frank Morgan ...  rei Fredrick Romanikov
- Edna May Oliver ...  rainha de Romanza
- Ray Bolger ...  Bill Delroy